# Jules Goux
Jules Goux, francoski dirkač, * 6. april 1885, Pariz, Francija, † 6. marec 1965, Francija.

## Življenjepis
Jules Goux se je rodil 6. aprila 1885 v Parizu. Pod vplivom Pokala Gordona Bennetta za avtomobilizem se je začel v zgodnjih dvajsetih ukvarjati z dirkanjem. Prvi večji uspeh je dosegel v sezoni 1908, ko je zmagal na dirki Catalan Cup v okolici Barcelone. Zaradi zgodnjih uspehov je bil skupaj z rojakom Georgesom Boillotom povabljen v dirkaško moštvo Peugeot Automobile. Pomagal je razviti revolucionarni dirkalnik Peugeot L76, ki ga je zasnoval švicarski inženir Ernest Henry v sodelovanju še z Paulom Zuccarellijem in Boillotom. To je bil prvi dirkalnik na svetu z dvema gredema in štirimi ventili na cilinder.
V sezoni 1912 je zmagal na dirki Sarthe Cup, v naslendji sezoni 1913 pa je skupaj z moštvom potoval na dirko Indianapolis 500, ki jo je dobil in s tem postal prvi Evropejec z zmago na Indianapolisu 500. Prihodnje leto je izbruhnila prva svetovna vojna in njegova dirkaška kariera se je prekinila za šest let. V sezoni 1921 je z dirkalnikom Ballot Automobile dosegel tretje mesto na dirki za Veliko nagrado Francije, na dirki za Veliko nagrado Italije pa je dosegel svojo prvo povojno zmago. V naslednjih nekaj sezonah se je otepal različnih težav, tako da je naslednjič zmagal v sezoni 1926, ko je z Bugattijem T39A dobil dirki za Veliko nagrado Francije in San Sebastiána. Za tem se je upokojil kot dirkač, umrl pa je leta 1965.